# Ibnu Basit Apong

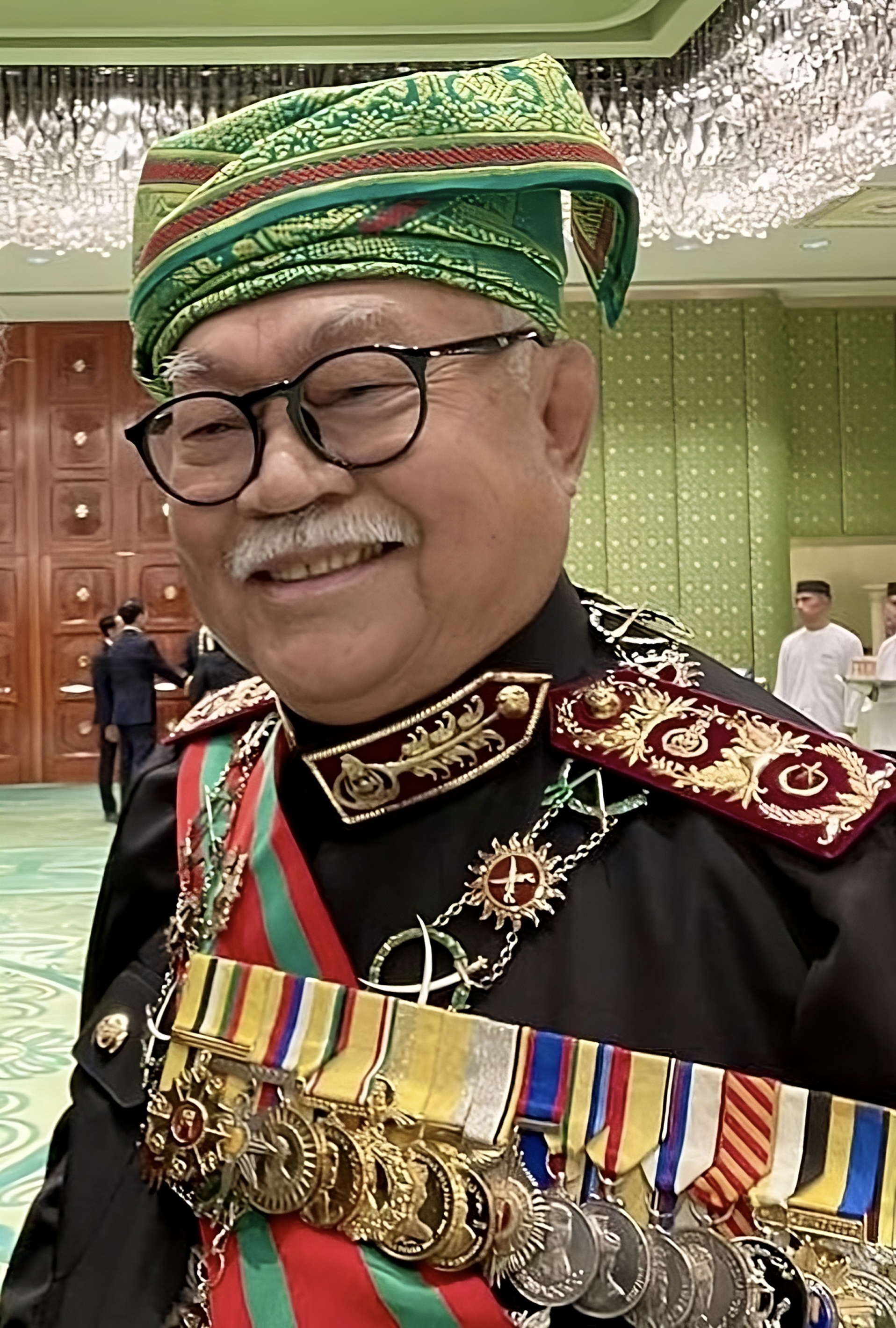
Ibnu Basit Apong 2023

Pengiran Ibnu Basit (auch: Ibnu Ba‘asith; geb. 20. Januar 1942) ist ein Adliger, Soldat und Politiker in Brunei. Er diente als Stellvertretender Verteidigungsminister (1986–2005), und war der erste einheimische Offizier als Kommandeur der Boat Sections AMDB (der heutigen Bruneiischen Marine) von 1965 bis 1966.

## Leben

### Militärische Karriere
Pengiran Ibnu begann 1960 seine Laufbahn als Officer Cadet im ersten Jahrgang, welcher für das Brunei Malay Regiment rekrutiert wurde. In diesem Jahrgang befanden sich auch Sulaiman Damit und Mohammad bin Daud (bekannt als „Die drei Musketiere“). Nach seinem Abschluss am Federation Military College (FMC) in Port Dickson am 1. Januar 1961 wurde er in verschiedene Rollen innerhalb des Brunei Malay Regiment (heute: Royal Brunei Armed Forces) versetzt, bevor das Regiment am 31. Mai 1961 gegründet wurde.
Er verbrachte drei Monate mit dem Erlernen von Seefahrt und Navigation an der Marineschule Labuan, während er in den Boat Sections AMDB diente. Bald darauf wurde er zum Kommandeur der KDB Maharajalela ernannt. Im Austausch mit dem Marineministerium segelte er mit den Boat Sections AMDB nach Limbang und Labuan. Bald darauf wurde er ausgewählt, einen zweiwöchigen Navigationskurs in Singapur zu absolvieren und Mitte 1966 mit dem frisch gekauften Flusspatrouillenboot nach Hause zurückzukehren. Aufgrund seiner guten beruflichen Leistungen erhielt er die Möglichkeit, sich für einen Aufbaukurs in Kota Kinabalu einzuschreiben.
Später wurde er wieder zur AMDB’s Rifle Company versetzt. Er wurde als Adjutant während der Krönung von Sultan Hassanal Bolkiah. Er wurde 1969 Major und mit der Führung der Rifle-2 Company betraut. Am 2. Januar 1975 wurde das Second Battalion in einer provisorischen Kaserne im Bolkiah Camp gegründet. Der Lieutenant Colonel Pengiran Ibnu gehörte zu den Gründern.
Dann wurde er 1977 für den Palast des Sultans als Aide-de-camp (ADC) abkommandiert. Er diente weiterhin in den Royal Brunei Armed Forces nachdem er zum Brigadegeneral und zum Major General befördert worden war. 1986 war er noch selbst bei einer Rettungsaktion beteiligt, als bei der Überquerung des Sarawak bei einem Einsatz in Kuching ein Mann über Bord ging. Er verkündete seine Pensionierung und wurde im Oktober desselben Jahres zum Deputy Minister of Defense ernannt. Am 24. September 1987 ging er auf Wunsch von Dato’ Abu Bakar Mustapha nach Malaysia.

### Weitere Beauftragungen
Er ist außerdem Mitglied des Privy Council, Vizepräsident des Brunei Darussalam National Olympic Council und Berater der Ex-Soldiers Association of Brunei Darussalam. Er ist auch Mitglied des Mesyuarat Adat Istiadat Negara (MAIN). 
Am 21. Oktober 2022 besuchte er zusammen mit Mohammad Daud das „FMC Intake 5’s 60th anniversary reunion“.

## Familie
Pengiran Ibnu ist verheiratet und hat vier Kinder. Er ist der Sohn von Pengiran Datu Penghulu Pengiran Haji Apong und Bruder von Pengiran Umar, einem Polizeioffizier in der Royal Brunei Police Force (RBPF). 

## Ehrungen

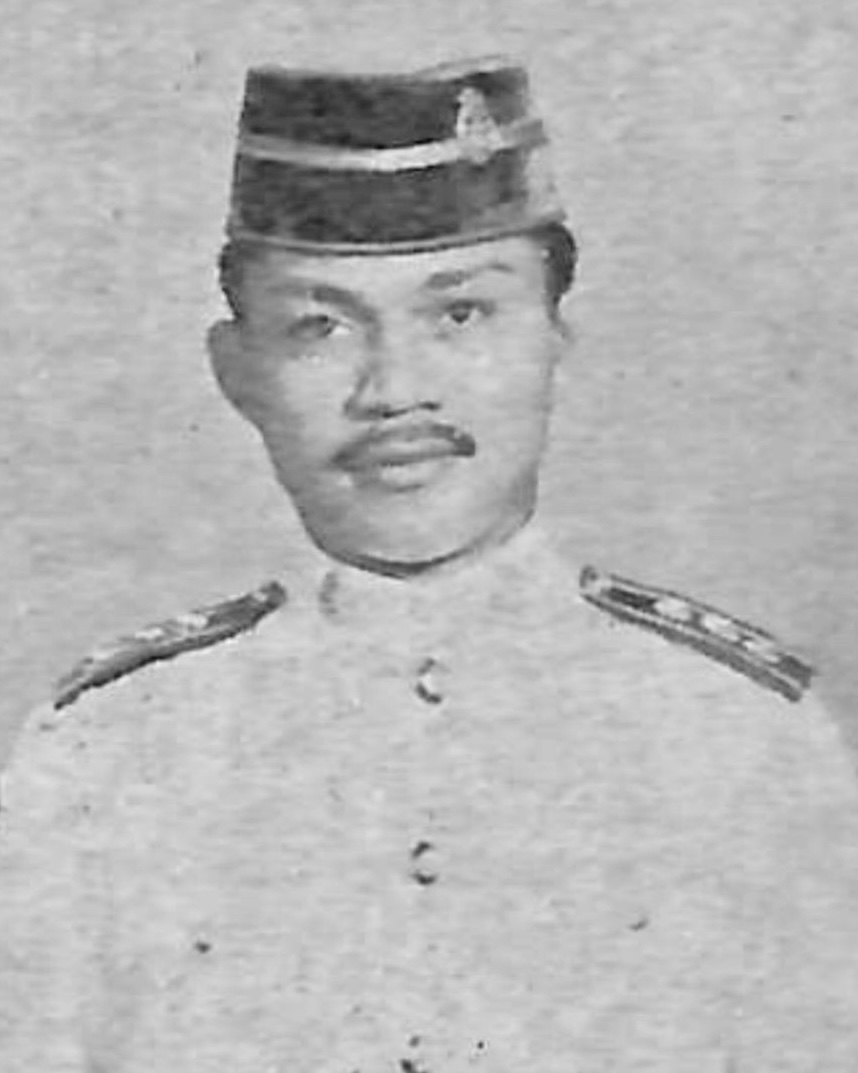
Major Pengiran Ibnu in 1969

Pengiran Ibnu wurde 1977 mit dem Titel Yang Amat Mulia (The Most Noble) Pengiran Sanggamara Diraja ausgezeichnet. Damit wurde er zum Mitglied der Cheteria. Davor führte er den Titel Pengiran Datu Penghulu (1973) und Pengiran Ratna Indera (1974). Pengiran Ibnu er wurde mit zahlreichen Ehrenmedaillen ausgezeichnet und wurde am 7. Oktober 2016 zum Honorary President der Veterans Confederation of ASEAN Countries (VECONAC) ernannt.

### National
- Order of Pahlawan Negara Brunei First Class (PSPNB; 10. Februar 1976) – Dato Seri Pahlawan[13]
- Order of Setia Negara Brunei Second Class (DSNB) – Dato Setia
- Order of Paduka Seri Laila Jasa Second Class (DSLJ) – Dato Seri Laila Jasa
- Sultan Hassanal Bolkiah Medal (PHBS; 1968)[14]
- Pingat Bakti Laila Ikhlas (PBLI)
- Proclamation of Independence Medal (10. März 1997)
- Coronation Medal (1. August 1968)
- Sultan of Brunei Silver Jubilee Medal (5. Oktober 1992)
- Sultan of Brunei Golden Jubilee Medal (5. Oktober 2017)
- National Day Silver Jubilee Medal (23. Februar 2009)
- Royal Brunei Armed Forces Silver Jubilee Medal (31. Mai 1986)
- General Service Medal (Armed Forces)
- Long Service Medal (PKL)

### Ausländische Ehrungen
- Selangor:
  -  Sultan Salahuddin Silver Jubilee Medal (3. September 1985)